# Església de San Pietro (Maroggia)
San Pietro és una església parroquial al comú de Maroggia, al Cantó de Ticino. La construcció ve citada per primera vegada en documents històrics del 1579, encara que en el 1640 va ser completament reconstruïda. Excavacions arqueològiques han posat de relleu l'existència de fonaments d'un edifici molt més antic, del segle VIII o IX que es va estendre cap a l'oest durant el segle XI. Té una pintura al fresc del segle XV. L'església es presenta amb una planta a única nau subdividida en tres absidioles, dominat per una volta de canó amb llunetes. Als cantons s'obren algunes capelles.